# Kościół św. Wojciecha w Grębowie
Kościół św. Wojciecha w Grębowie – kościół parafialny parafii rzymskokatolickiej znajdującej się w Grębowie.
Budowa murowanego kościoła rozpoczęła się w 1912 roku. Został wybudowany przez księdza Józefa Kasprzyckiego, z fundacji parafian oraz hr. Dolańskiego z Grębowa. 
Kościół jest w stylu neogotyckim, posiada dwa przedsionki, wieżę zakończoną dachem dwuspadowym. Nawa główna ma wysokość 13,5 m, długość 8 m i szerokość 7 m; nawy boczne – 3,5 m. Wieża ma wysokość 42 m, długość 8 m oraz szerokość 7 m. W kościele znajdują się zabytkowe 22-głosowe organy 3 klawiaturowe. 
Ołtarz główny jest wykonany z drewna dębowego z obrazem Matki Bożej Królowej Pokoju z 1864 roku. Dwa ołtarze boczne zdobią obrazy św. Andrzeja Boboli oraz św. Wojciecha. Ołtarz w bocznej nawie z obrazami Najświętszego Serca Pana Jezusa i św. Franciszka z Asyżu pochodzi z XVII i jest w stylu barokowym. W drugiej nawie bocznej znajduje się ołtarz z obrazem Matki Bożej Nieustającej Pomocy.